# Nixdorf Computer
 (décembre 2023).
Si vous disposez d'ouvrages ou d'articles de référence ou si vous connaissez des sites web de qualité traitant du thème abordé ici, merci de compléter l'article en donnant les références utiles à sa vérifiabilité et en les liant à la section « Notes et références ».
Pour les articles homonymes, voir Nixdorf.
Nixdorf Computer AG est une entreprise informatique allemande aujourd'hui disparue.
Elle a été fondée par Heinz Nixdorf en 1952. Son siège était situé à Paderborn en Allemagne. En 1974, elle acquiert la société Q1, connue pour avoir réalisé et vendu le premier micro-ordinateur, éponyme. Elle a été rachetée par Siemens AG en 1990 et est maintenant devenue Wincor Nixdorf. Wincor Nixdorf a été acquis par Diebold pour devenir Diebold Nixdorf.